# Mbed (одноплатный контроллер)

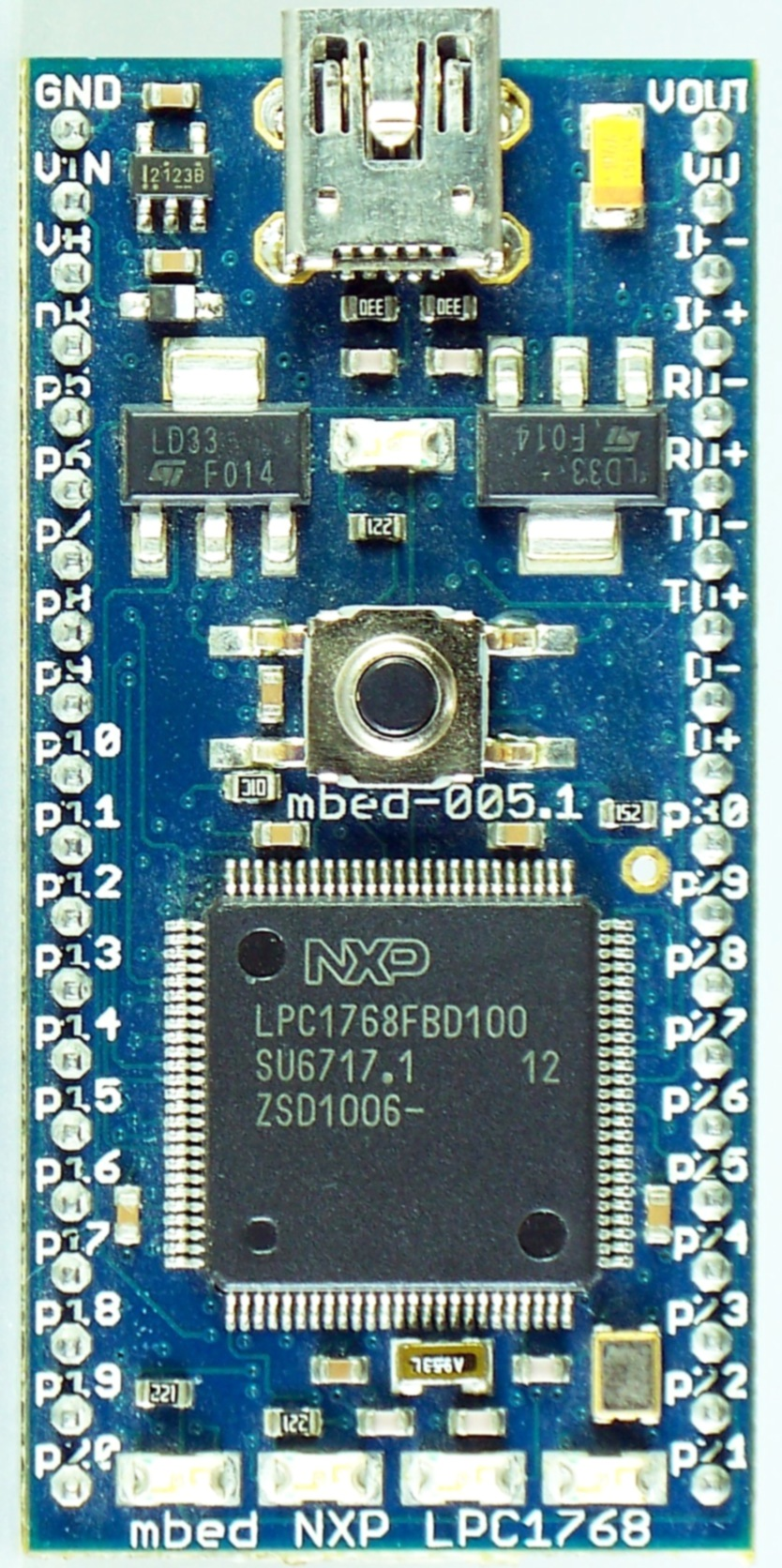

mbed — одноплатный микроконтроллер с сопутствующим инструментарием для программирования.
Текущее аппаратное обеспечение mbed основано на процессоре производства NXP с ядром Cortex-M3 (архитектура ARM), работающее на тактовой частоте 96 МГц, 64 КБ ОЗУ, 512 КБ флеш-памяти, а также имеющее интерфейсы ввода-вывода Ethernet, USB, CAN, SPI, I2C и других.
mbed и инструментарий разработан и поддерживается ARM Holdings из Кембриджа (Англия, Великобритания).

## Инструментарий
Поставляемый с mbed инструментарий для программирования чисто онлайновый. Код программ пишется и компилируется в IDE в вебе с AJAX-компонентами. Интегрировано с онлайн инструментами — форм поддержки сетевого сообщества, обмен кодом и документация.
mbed поставляется с набором высокоуровневых объектно ориентированных библиотек, которые реализуют взаимодействие с большинством интерфейсов ввода-вывода, имеющихся на плате.